# EKSP Grzywacz
EKSP Grzywacz (Ekspozytura Grzywacz) – wieża zlokalizowana w Międzyzdrojach w Wolińskim Parku Narodowym na Wzgórzu Grzywacz. Właścicielem jest Emitel Sp. z o.o.

## Parametry[1]
- wysokość posadowienia podpory anteny: 114 m n.p.m.
- wysokość zawieszenia systemów antenowych: Radio: 63 m n.p.t., telewizja: 58 m n.p.t., 65 m n.p.t.

## Transmitowane programy

### Programy radiowe[2]
| LP | Nazwa Stacji                   | Właściciel          | Częstotliwość | Moc nadajnika | System antenowy |
| -- | ------------------------------ | ------------------- | ------------- | ------------- | --------------- |
| 1  | Radio Złote Przeboje w Wolinie | Grupa Radiowa Agory | 105,6 MHz     | 1 kW          | kierunkowy      |

### Programy telewizyjne – cyfrowe[2]
| Nazwa multipleksu | Częstotliwość (MHz) | Kanał | Moc (kW) | Polaryzacja | Charakterystyka promieniowania | Standard nadawania | Kompresja | Data uruchomienia nadajnika |
| ----------------- | ------------------- | ----- | -------- | ----------- | ------------------------------ | ------------------ | --------- | --------------------------- |
| MUX 1             | 602 MHz             | 37    | 4 kW     | pozioma (H) | kierunkowa (D)                 | DVB-T2             | HEVC      | 25 kwietnia 2022            |
| MUX 2             | 578 MHz             | 34    | 4 kW     | pozioma (H) | kierunkowa (D)                 | DVB-T2             | HEVC      | 25 kwietnia 2022            |
| MUX 3 (Szczecin)  | 690 MHz             | 48    | 4 kW     | pozioma (H) | kierunkowa (D)                 | DVB-T2             | HEVC      | 20 maja 2013                |
| MUX 6             | 474 MHz             | 21    | 4 kW     | pozioma (H) | kierunkowa (D)                 | DVB-T2             | HEVC      | 1 maja 2021                 |
| MUX 8             | 184,5 MHz           | 6     | 1,2 kW   | pozioma (H) | kierunkowa (D)                 | DVB-T              | MPEG-4    | 1 czerwca 2017              |